# 新町川水際公園
新町川水際公園（しんまちがわみずぎわこうえん）は、徳島県徳島市の新町川沿いにある公園。生活を支える自然の水三十選、四国のみずべ八十八カ所、光の八十八ヶ所めぐりに選定。手づくり郷土賞（生活を支える自然の水）受賞。

## 概要
1989年（平成元年）8月に開設された公園で、特徴は、壁泉、湧泉、噴水など様々な水の形態を演出することにより豊かな水空間を創出しており、公園の広場や対岸にあるしんまちボードウォークでは様々な催しが行われる。
公園内にはひょうたん島一周遊覧船の乗船場所があり、ひょうたん島を一周することができる。
周辺には藍場浜公園やケンチョピアなどの公園をはじめ、徳島駅周辺の商業施設（徳島クレメントプラザなど）や東新町商店街、西新町商店街、両国本町商店街などの商店街が並び、一年を通して公園内は多くのひとで賑わう。
阿波おどり期間中は公園内も屋台で賑わうので、このときが一年の中で人の多さがピークになる。

## 交通
鉄道
- JR「徳島駅」より徒歩約5分（ひょうたん島一周遊覧船乗り場）

自動車
- 徳島自動車道「徳島インターチェンジ」より国道11号経由、徳島本町交差点より国道192号経由、約1km。

## 画像

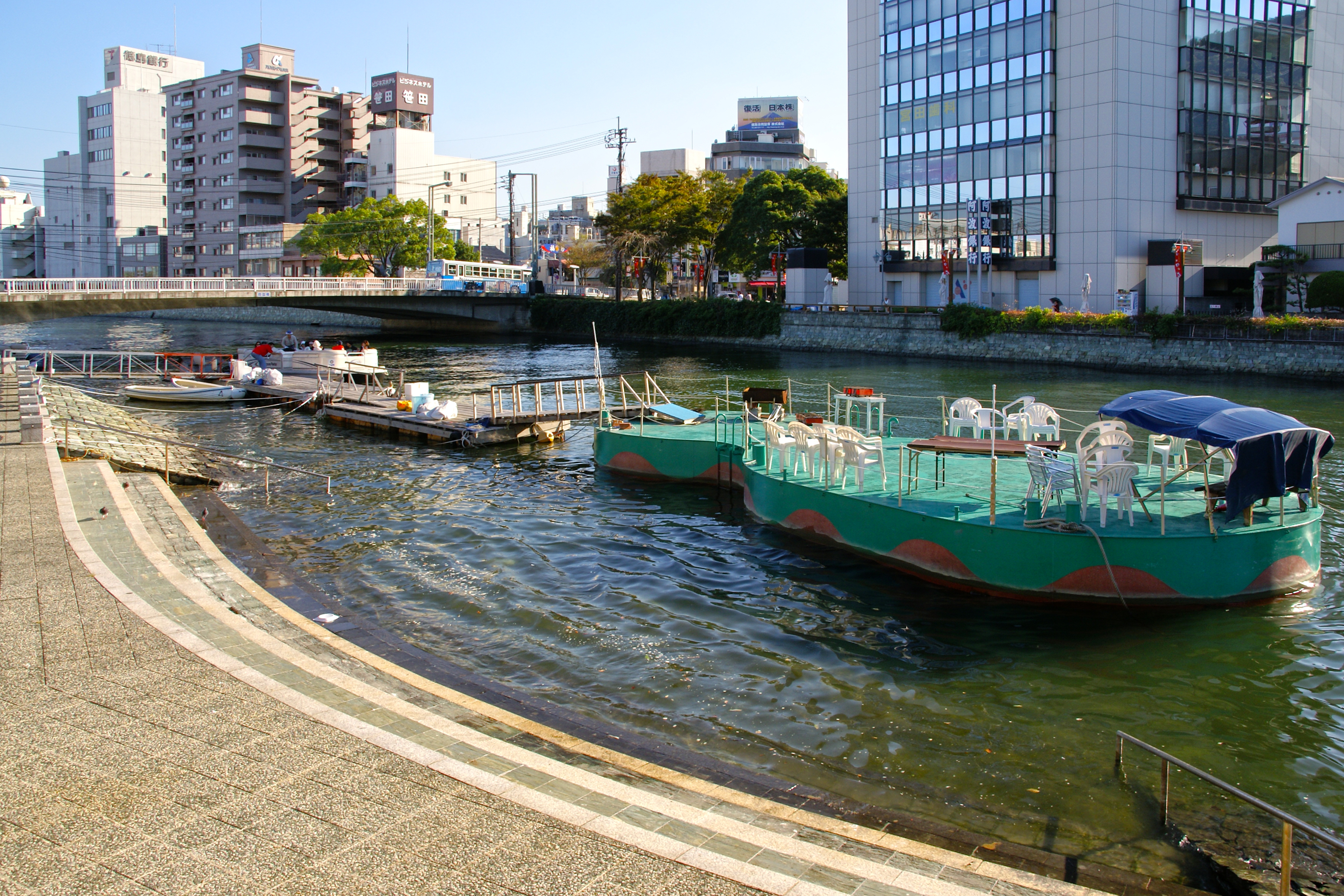
ひょうたん島一周遊覧船乗り場
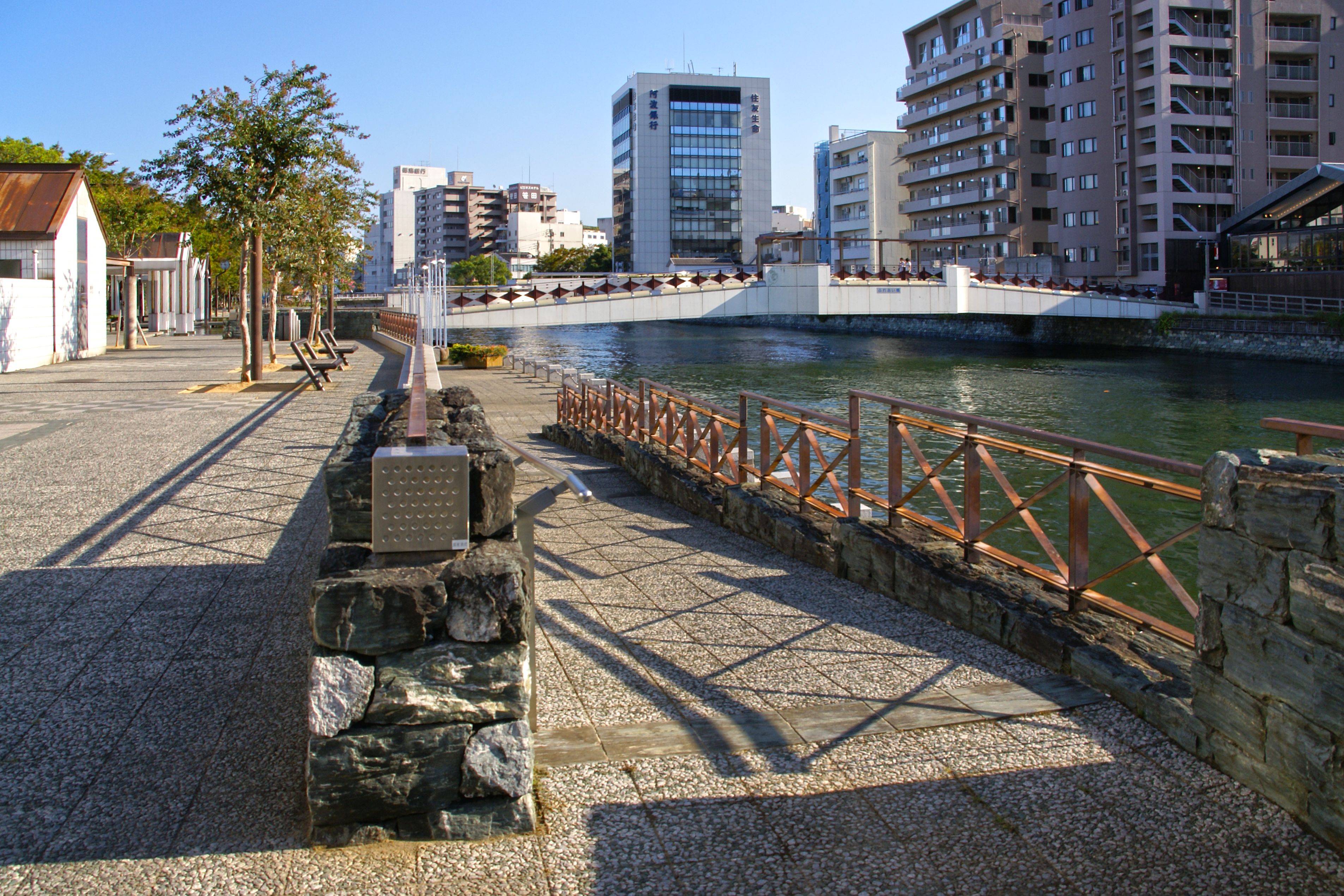
水際の遊歩道
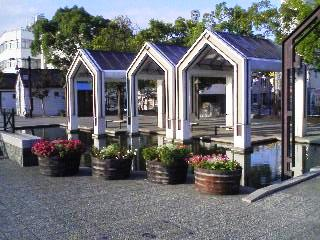
休憩所

## 新町川沿いにある公園
- 新町川公園
- 藍場浜公園
- 徳島こども交通公園
- ケンチョピア（みなと公園）